# جيمس ميرفي (موسيقي)
جيمس ميرفي (بالإنجليزية: James Murphy)‏ هو عازف بيانو وموسيقي ومغني وكاتب أغاني ومنتج أسطوانات ودي جيه أمريكي، ولد في 4 فبراير 1970 في برنستون جونكشن في الولايات المتحدة.

## وصلات خارجية
- الموقع الرسمي
- جيمس ميرفي على موقع IMDb (الإنجليزية)
- جيمس ميرفي على موقع ميوزك برينز (الإنجليزية)
- جيمس ميرفي على موقع رولينغ ستون (الإنجليزية)
- جيمس ميرفي على موقع بوكس أوفيس موجو (الإنجليزية)
- جيمس ميرفي على موقع قاعدة بيانات برودواي على الإنترنت (الإنجليزية)
- جيمس ميرفي على موقع أول ميوزيك (الإنجليزية)
- جيمس ميرفي على موقع ديسكوغز (الإنجليزية)
- جيمس ميرفي على موقع قاعدة بيانات الفيلم (الإنجليزية)